# Ассизи
Асси́зи (итал. Assisi) — город в итальянской области Умбрия, расположен в провинции Перуджа, у южного склона горы Монте-Субазио, расположенный высоко и живописно над притоком Тибра Киашо.
Ассизи — родина и место религиозной деятельности святых Франциска Ассизского и Клары Ассизской. Небесный покровитель города — св. Руфин, первый епископ Ассизи. День города отмечается 12 августа.

## Достопримечательности
Латинский город Assisium — место рождения римского поэта Проперция и родина католического святого Франциска Ассизского, который построил здесь первый монастырь своего ордена. Этот монастырь с тех пор считается первоклассным среди прочих монастырей францисканского ордена и носит имя Сакро-Конвенто. Долгое время он находился во владении миноритов, в настоящее же время используется как духовная семинария и университет.
Монастырский комплекс святого Франциска — памятник Всемирного наследия. Базилика (строилась с 1228 года) включает в себя однонефную Нижнюю церковь (фрески Симоне Мартини, Пьетро Лоренцетти, Чимабуэ и художников школы Джотто), крипту (1318; в раке покоится тело св. Франциска), клуатр Сискста (XIV—XV вв.), клуатр Мёртвых (XV в.), кампанилу и однонефную Верхнюю церковь (фрески Чимабуэ, круг Джотто). Базилика сильно пострадала от землетрясения 1997 года.
Богато украшенная, с куполами, церковь Санта-Мария-дельи-Анджели (в 3 км от города) — произведение Виньолы (1569). В 1832 году значительная часть церкви обрушилась во время землетрясения, но была восстановлена в прежнем виде. Здесь в начале августа собирается множество богомольцев, чтобы поклониться Porziuncola — колыбели францисканского ордена.
Церковь Санта-Кьяра была воздвигнута в 1257—1265 годы у могилы святой Клары Ассизской. Романский собор Святого Руфина был построен в центре города около 1140 года.
Из римских древностей в Ассизи сохранился великолепный портик храма Минервы, остатки акведука и этрусских городских стен. Средневековые укрепления относятся к XIV веку.

## Города-побратимы
- Вифлеем (араб. بيت لحم‎), Палестина
- Сан-Франциско (англ. San Francisco), США
- Сантьяго-де-Компостела (исп. Santiago de Compostela), Испания
- Вадовице (пол. Wadowice), Польша

## Фотографии

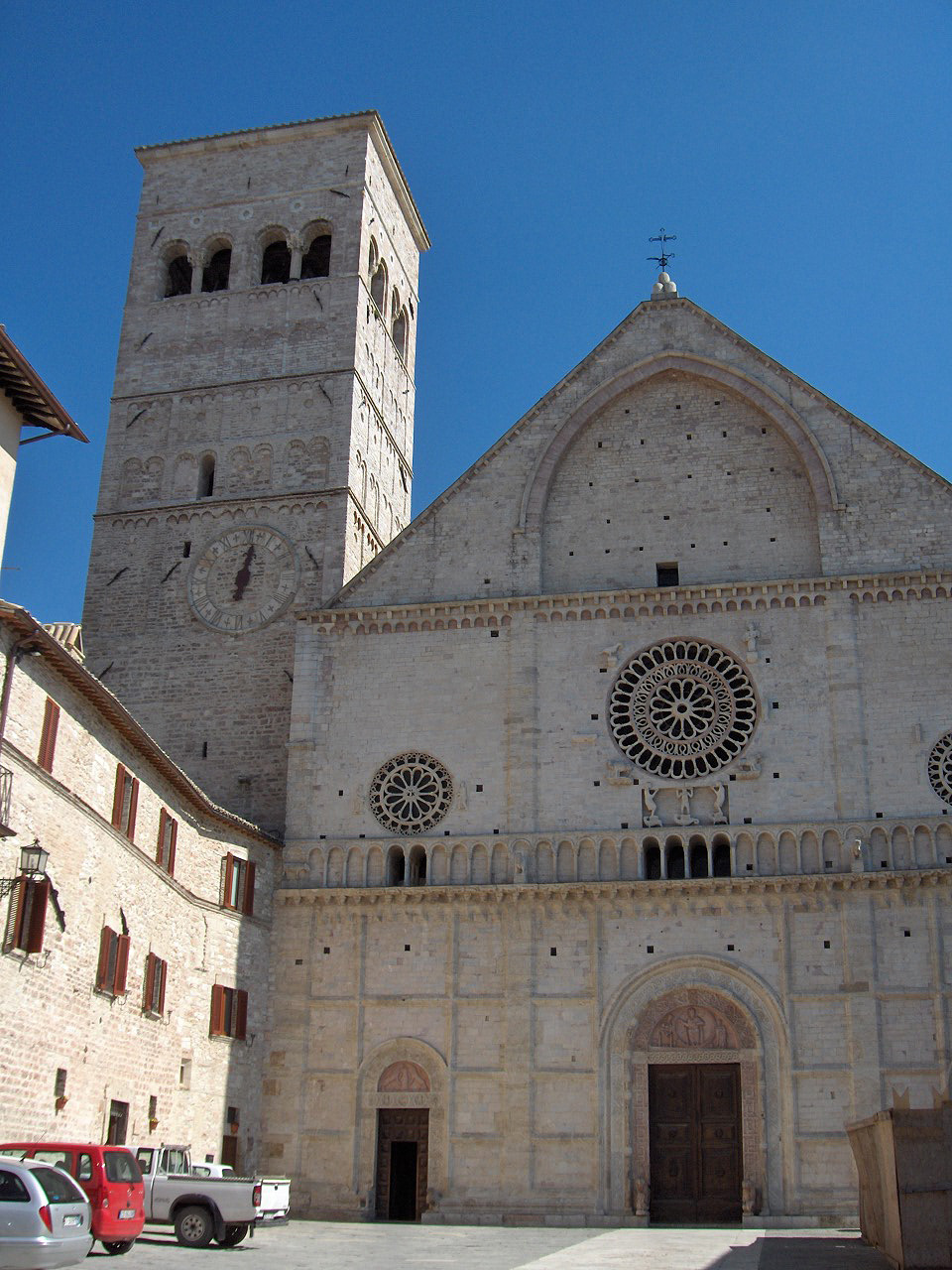
Собор Святого Руфина
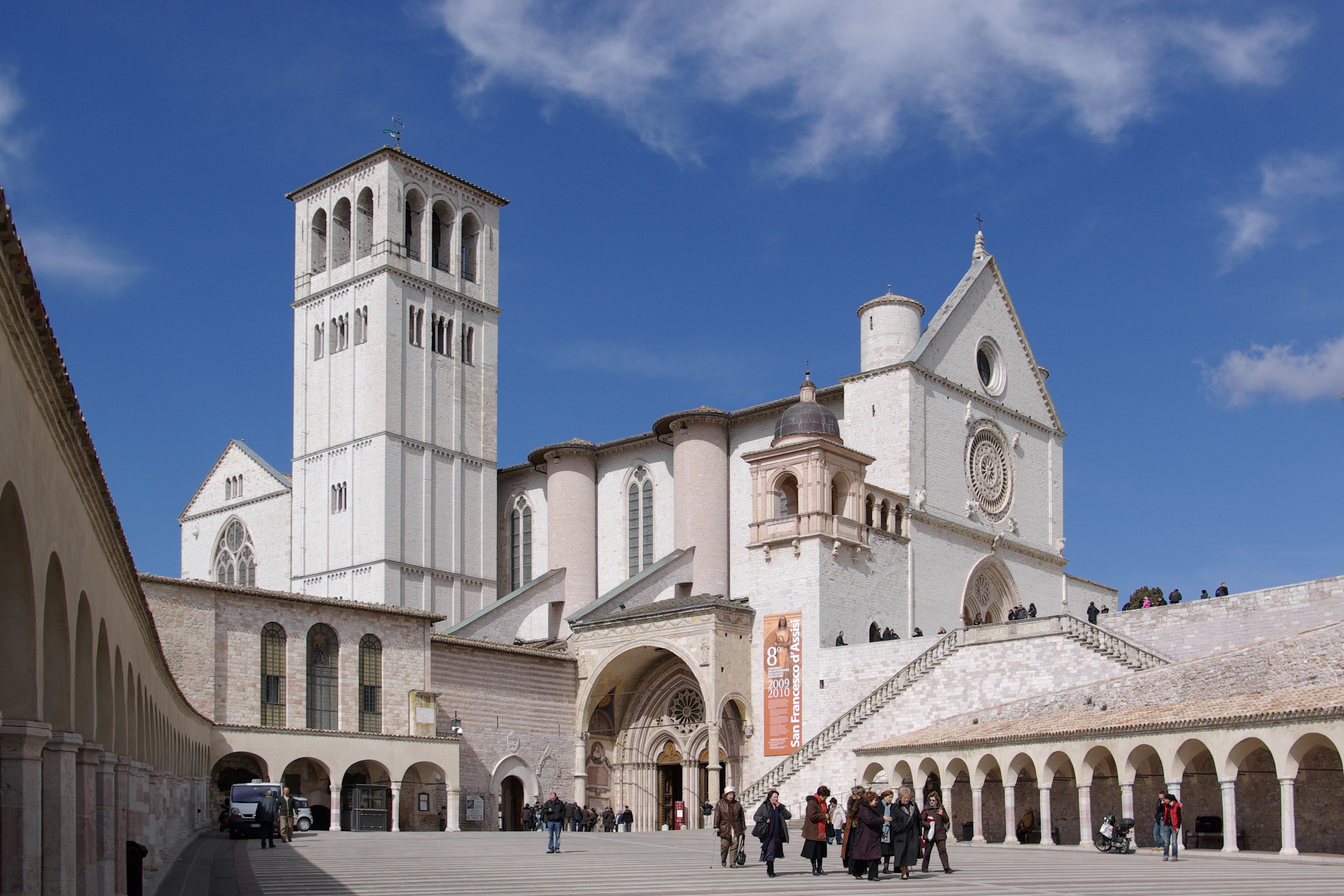
Базилика Святого Франциска
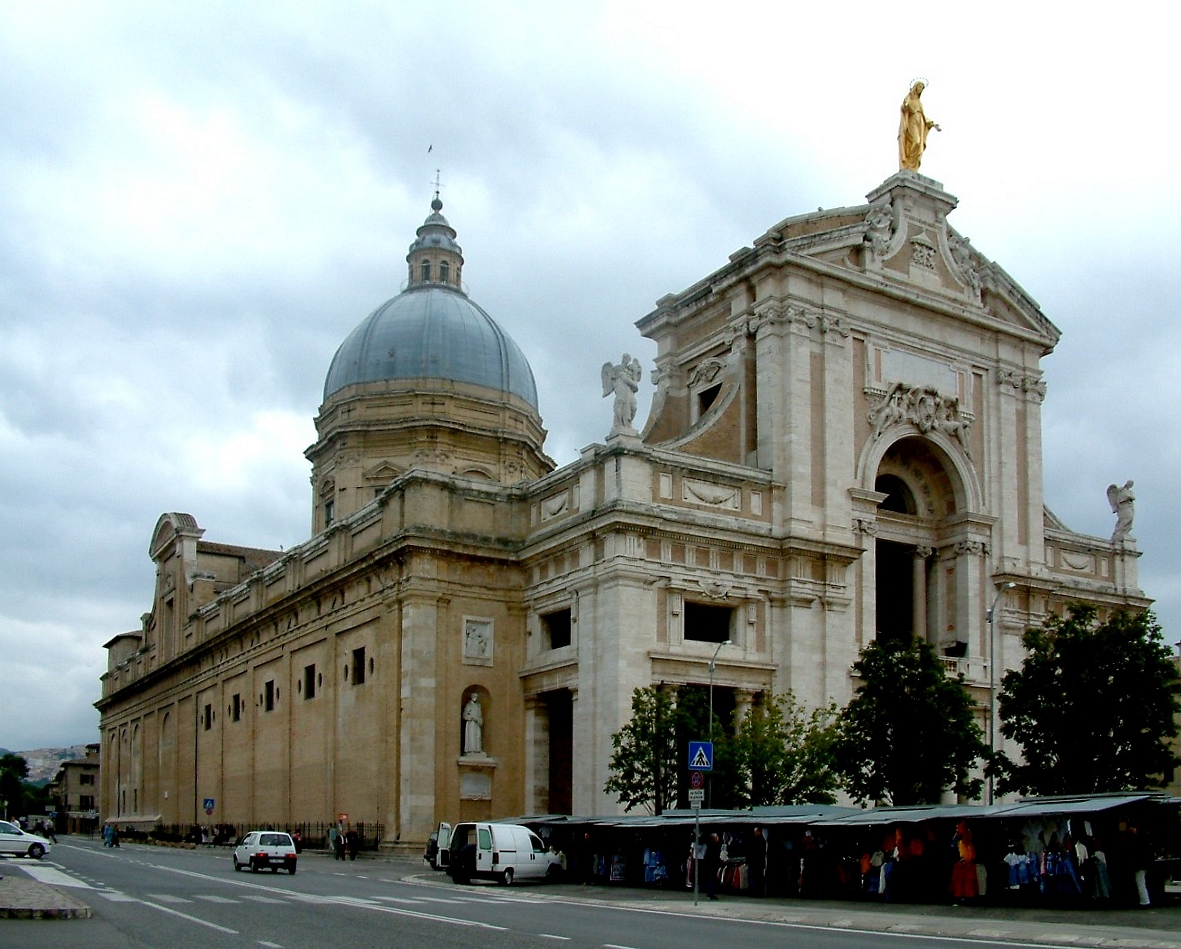
ц. Санта-Мария-дельи-Анджели
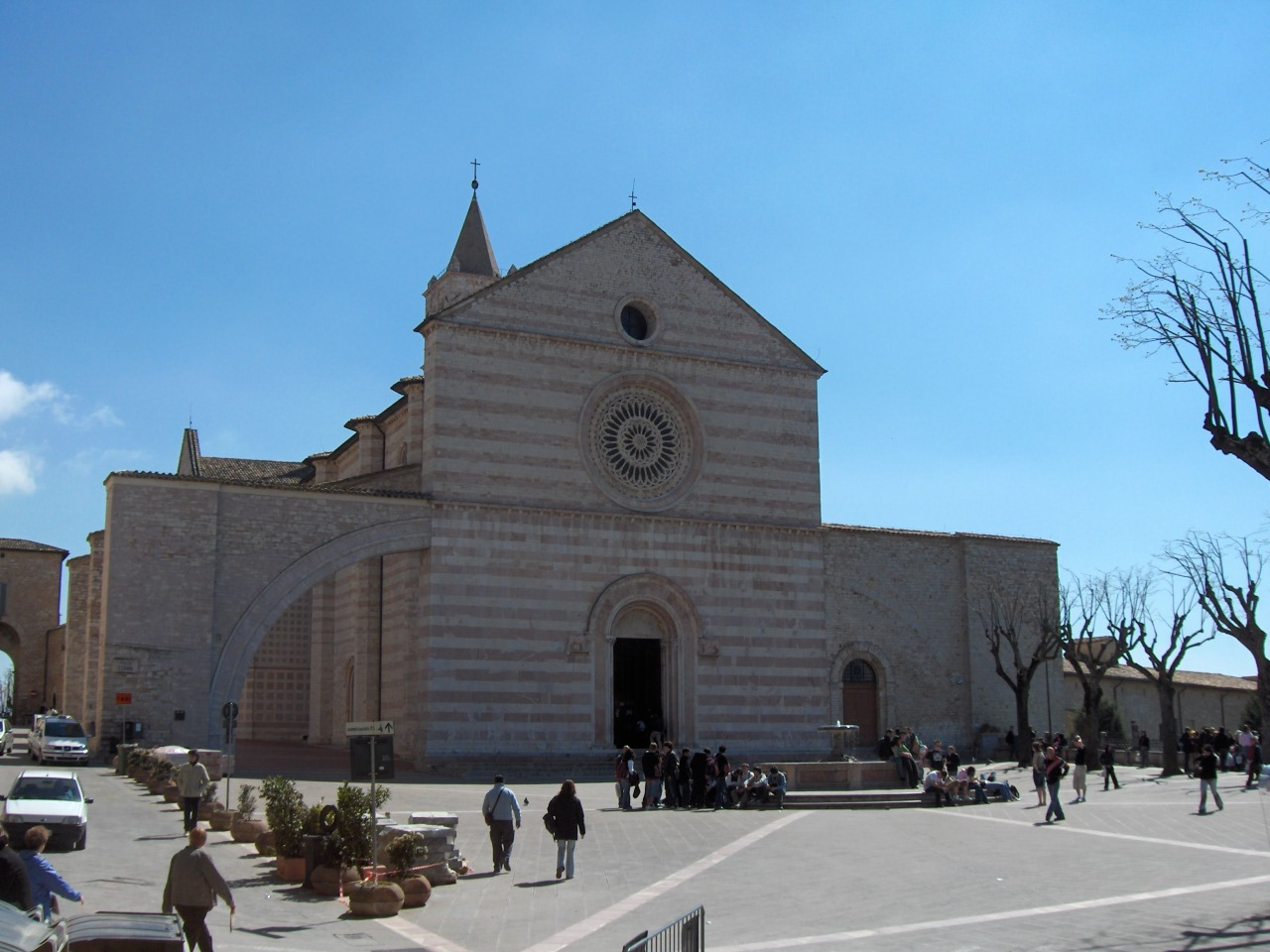
Церковь Святой Кьяры

## Прочее
Установлено, что город опускается со скоростью 7,5 мм в год.